# Civilisation chimú

Carte de la culture Chimú

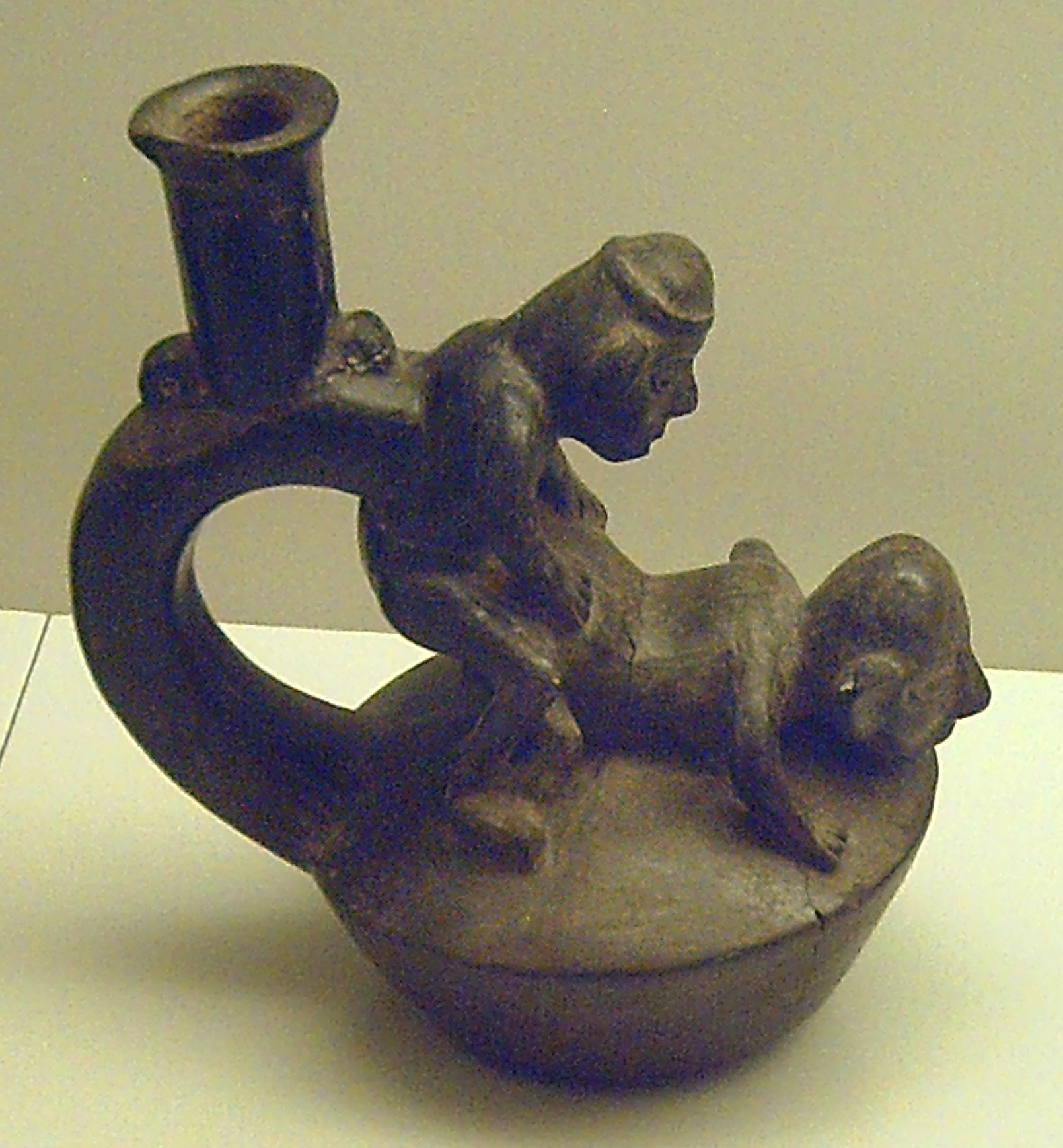
Vase chimú en céramique monochrome avec scène sexuelle, musée d'Amérique, Madrid, Espagne.

La civilisation chimú fut une importante civilisation précolombienne pendant plusieurs siècles, de 1000 à 1470. Vraisemblablement issus de la culture Moche, ils sont conquis par les Incas dirigés par Túpac Yupanqui sous le règne de  Pachacutec et intégrés à l'empire de ce dernier. Leur capitale était le site archéologique de Chan Chan.

## Présentation
Les Chimús étaient les habitants du royaume de Chimor. Leur capitale était Chan Chan, une grande cité construite en adobe située dans la vallée mochica, près de la ville actuelle de Trujillo, au Pérou. Le général Inca Túpac Inca Yupanqui, sous le règne de Pachacutec, conquit le territoire des Chimú vers l'an 1470, 50 ans avant l'arrivée des conquistadores dans la région. Les chroniqueurs espagnols purent décrire la culture chimú à partir de témoignages de personnes ayant vécu avant la conquête inca. Les recherches archéologiques laissent penser que la culture chimú est issue des restes de la culture mochica ; les plus anciennes poteries chimú présentent des ressemblances avec la poterie mochica. Leurs céramiques étaient entièrement noires et leurs objets de métal comportaient des ciselures fines et complexes.
Les Chimús habitaient la côte nord du Pérou. « Elle consiste en une étroite bande désertique de 30 à 150 km de large entre le Pacifique et les contreforts ouest des Andes, traversée ici et là par de courtes rivières descendant des montagnes et créant des oasis vertes et fertiles. » Les plaines sont très plates et propices à l'irrigation, qui est probablement pratiquée ici depuis les débuts de l'agriculture. La pêche était également très pratiquée et considérée comme presque aussi importante que l'agriculture.
Les Chimús étaient connus pour adorer la Lune, contrairement aux Incas qui adoraient le Soleil. Les Chimús considéraient le Soleil comme destructeur, probablement à cause de l'impitoyable rayonnement solaire régnant dans le désert où ils vivaient. Les offrandes constituaient un élément important de leurs rites religieux. Les coquillages de spondyles étaient fréquemment utilisés comme offrandes. Ils étaient aussi utilisés comme matériau par les artisans. Le spondyle vit dans les eaux chaudes côtières au large de l'Équateur. Il est associé à la mer, la pluie et la fertilité. Les spondyles étaient très appréciés par les Chimús qui en faisaient commerce.
Les Chimús sont renommés pour leur céramique monochrome caractéristique, ainsi que pour leur travail raffiné des métaux : cuivre, or, argent, bronze et tumbaga (un alliage de cuivre et d'or). Les poteries ont souvent la forme d'une créature. D'autres représentent un personnage assis ou debout sur une bouteille parallélépipédique. La surface noire et brillante de la plupart des poteries chimú ne provient pas de vernis. Elle est obtenue en cuisant la poterie à haute température dans un four artisanal fermé, ce qui empêche l'oxygène de réagir avec l'argile.
D'après le roman Queer de William S. Burroughs, on aurait trouvé plusieurs exemples de poteries chimú représentant des relations homosexuelles.

## Quingnam
La langue quingnam est une langue précolombienne péruvienne parlée par l'ethnie des Chimús dans les anciens territoires des Mochicas, une région au nord de la vallée de la rivière Chicama Chao. Au point culminant des conquêtes de l'empire Chimú, la langue quingnam était pratiquée dans un vaste espace, depuis la rivière Jequetepeque au nord, jusqu'à Carabayllo (près de Lima) au sud. Le quingnam était la langue de la culture chimú. Il était proche de la langue mochica, le muchik. La langue courante des Chimús était le muchik, mais les pêcheurs chimús parlaient un dialecte que les missionnaires espagnols appelaient « la langue des pêcheuses. »
La langue quingnam disparut peu de temps après l'arrivée des conquistadors, principalement pour les raisons suivantes :
- le « cœur » de la langue quingnam (l'espace où elle était le plus largement parlée) était la capitale de l'empire chimú, Chan Chan, qui était proche de la nouvelle ville hispanophone Trujillo
- l'aire de transmission de la langue quingnam était bien plus limitée que celle de la langue muchik : elle n'était parlée que par les élites chimú dans les territoires de l'empire chimú. Le quingnam était parfois parlé à Tumbes, Piura et Lambayeque, qui étaient des zones où on parlait habituellement mochica. Le quingnam était la langue principale dans la zone côtière depuis Jequetepeque jusqu'à la rivière Huaral, Ancon, voire jusqu'à la rivière Chillon (Carabayllo)
- la plupart des personnes qui parlaient quingnam moururent à cause des épidémies apportées par les Espagnols
- les personnes qui parlaient quingnam et avaient survécu aux épidémies furent déplacées loin de leur lieu de naissance. Ces indigènes furent achetés par les Espagnols pour aider l'exploitation, car ils étaient plus efficaces pour le travail agricole et artisanal
- beaucoup de personnes abandonnèrent la langue quingnam pour un dialecte hispanique. La langue mochica était gutturale, et la langue quingnam l'était plus encore

## Ancienne civilisation chimú (civilisation muchique)
La plus ancienne civilisation de la côte nord du Pérou est l'ancienne civilisation chimú, également appelée civilisation muchique. La civilisation muchique commença à une époque indéterminée av. J.-C. et s'acheva vers l'an 500 apr. J.-C. Elle s'organisait autour des vallées Chicama, Moche et Viru. « De nombreuses grandes pyramides sont attribuées à l'ancienne civilisation chimú ». Ces pyramides sont construites en adobes rectangulaires moulées. « On trouve aussi des cimetières qui ne sont pas associés à des pyramides. Les morts étaient enterrés allongés dans des tombes aménagées. Les tombes sont rectangulaires et tapissées d'adobes sur les murs et le plafond. Des niches dans les murs contenaient des bols de poterie. » La poterie ancienne se caractérise par des formes figuratives réalistes et des scènes peintes.

## Expansion et organisation sociale

### Expansion
La culture chimú s'est développée dans le territoire où régnait la culture mochica pendant les siècles précédents. Comme la culture mochica, la culture chimú était une culture côtière. Elle s'est développée dans la vallée Moche au sud de Lima, au nord-est de Huarmey, jusqu'au centre de Trujillo, puis vers Arepiqua. Les Chimús apparurent vers l'an 900. « La cité de Chimor se trouvait dans un vaste site appelé aujourd'hui Chanchan entre Trujillo et la mer. On suppose qu'à l'origine Taycanamo fonda un royaume à cet endroit. Son fils Guacri-caur conquit la partie basse de la vallée. Son fils Nancen-Pinco posa les véritables bases du royaume en conquérant le haut de la vallée de Chimor et les vallées voisines de Sana, Pacasmayo, Chicama, Viru, Chao et Santa ».
Le royaume chimú finit par englober un vaste espace et de nombreux groupes ethniques. Au maximum il s'étendit jusqu'aux limites du désert côtier, de la vallée Jequetepeque au nord et de Carabayallo au sud. La limite sud de l'expansion est controversée. L'expansion au sud fut bloquée par la puissance militaire de la grande vallée de Lima.

### Organisation sociale
La société chimú était organisée selon une hiérarchie à quatre niveaux. Une élite puissante était à la tête des centres de pouvoir. La hiérarchie était organisée autour des villes fortifiées appelées ciudadelas à Chan Chan. La puissance de Chan Chan est clairement démontrée au vu de la quantité de travail nécessaire à la construction du canal de Chimú et à l'exploitation agricole.
Chan Chan était au sommet de la hiérarchie chimú ; Farfan, dans la vallée Jequetepeque, lui était subordonnée
. Le fait que cette organisation démarra dès la conquête de la vallée Jequetepeque donne l'impression que le système hiérarchique fut créé dès le début de l'expansion territoriale. L'élite des centres secondaires du pouvoir, par exemple la vallée Jequetepeque, était intégrée à des niveaux inférieurs de la hiérarchie du gouvernement chimú. Les centres secondaires du pouvoir étaient chargés de gérer les terres, l'eau et la force de travail. Les centres principaux du pouvoir étaient chargés de  transférer les ressources vers Chan Chan ou de prendre des décisions administratives.
Certains villages ont servi de centres de supervision technique pour la construction des canaux, puis de centres de gestion pour leur entretien. En témoigne le grand nombre de bols cassés découverts sur le site de Quebrada del Oso, car ces bols ont sans doute servi à nourrir les nombreux ouvriers chargés de la construction et de l'entretien d'un tronçon de canal. Les ouvriers étaient probablement logés et nourris au frais de l'État.
Il y avait des classes sociales sous la direction d'un état au royaume de Lambayeque à Sican jusqu'à sa conquête. Les récits mythologiques et guerriers attribués à Naylamp dans la culture sican furent transposés à Tacayanamo dans la culture chimú. Le peuple versa un tribut aux vainqueurs sous forme de marchandises ou de travail. Vers 1470, le royaume chimú fut vaincu par les Incas à Cuzco. Le roi Minchancaman fut déporté à Cuzco. De l'or et de l'argent furent offerts pour orner le temple du soleil.

## Économie
Les contrôles d'accès à l'information générèrent à Chan Chan une véritable bureaucratie. Le système économique et social fonctionnait grâce à l'apport de matériaux bruts à Chan Chan, où ils étaient transformés en objets manufacturés par les artisans. C'est à Chan Chan qu'étaient traitées toutes les autres questions concernant l'organisation, la production, le stockage, la distribution et la consommation des biens.
Dans chaque ciudadela, la majorité des citoyens étaient des artisans. À la période du Chimú tardif, on comptait environ 12 000 artisans rien qu'à Chan Chan. Ils pratiquaient l'artisanat, mais aussi la pêche, l'agriculture ou le commerce. Les artisans n'avaient pas le droit de changer de métier. Ils étaient répartis dans la ciudadela selon leur spécialité. L'accroissement soudain de la production artisanale chimú suggère que des artisans d'autres régions furent transférés à Chan Chan à la suite des conquêtes chimú. Le fait qu'on a retrouvé dans les mêmes habitations des traces de travail du métal et de tissage suggère que les hommes comme les femmes s'adonnaient à l'artisanat. Les Chimús pratiquaient la métallurgie. Ils fabriquaient des céramiques. Il tissaient le coton et les laines de lama, d'alpaga, de guanaco et de vigogne. Ils pêchaient avec des canoës de roseau, appelés (en espagnol) caballito de totora. Ils pratiquaient la chasse.

## Textiles

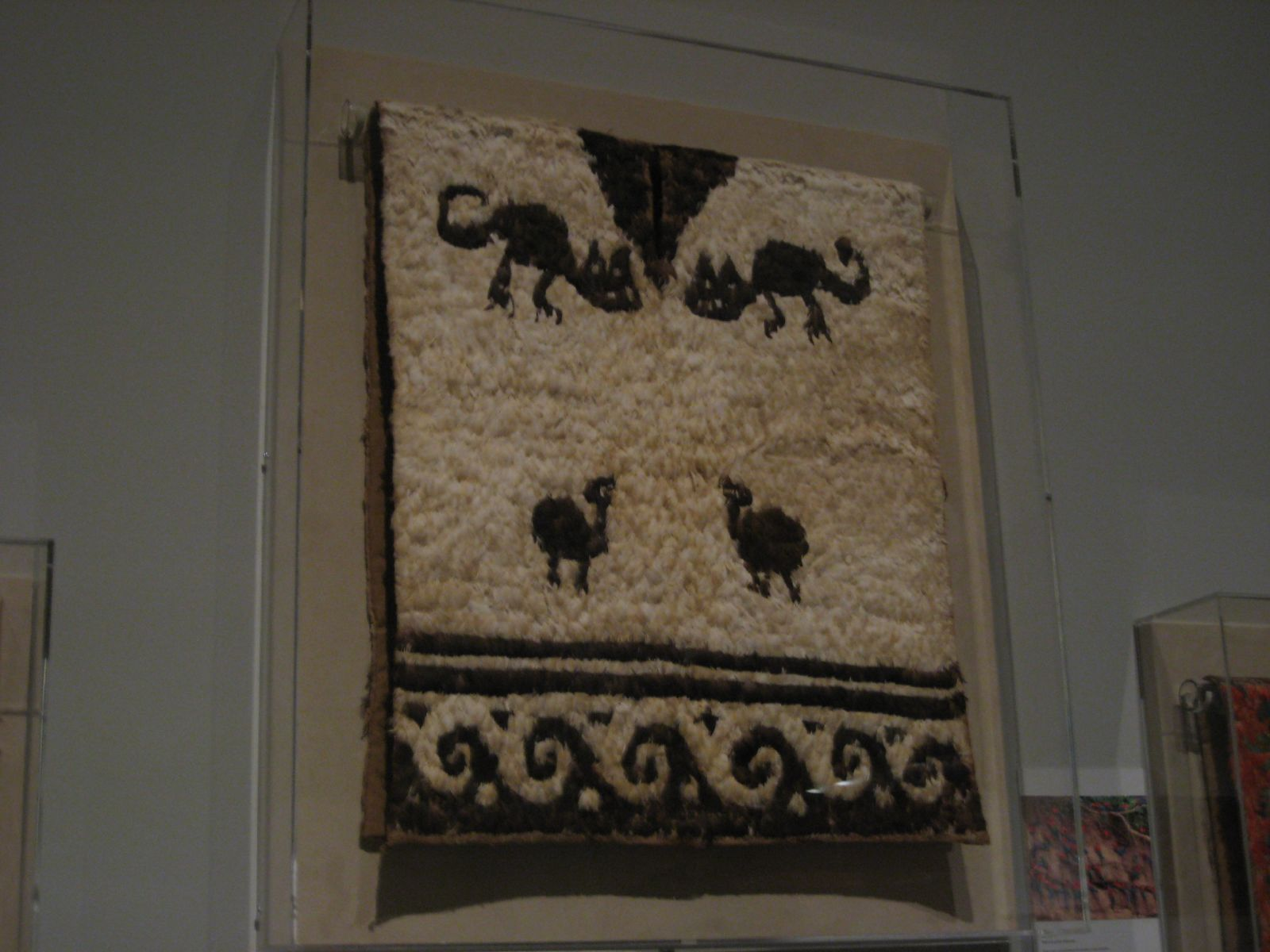
Tabard chimú

Le filage est une technique primitive qui consiste à tordre ensemble des fibres textiles pour créer un long fil continu, à l'aide d'un instrument appelé fuseau. Le fuseau est constitué d'un bâton habituellement plus mince aux extrémités. Un disque est inséré dans le bas pour le lester et assurer la tension du fil. Les fibres textiles sont enroulées autour d'une quenouille. On fait tourner le fuseau, ce qui entraîne les fibres de la quenouille vers le fuseau. Au passage, les fibres sont rapidement pincées entre le pouce et l'index et une torsion leur est appliquée pour les assembler en un long fil. Lorsque la longueur de fil désirée est atteinte, les fils sont tissés de diverses façons pour fabriquer des tissus. Les Chimús fabriquaient des gazes, des brocarts, des tissus brodés, doublés, peints, etc. Ils les ornaient parfois de plumes et de plaques d'or et d'argent. Les couleurs provenaient de plantes contenant du tanin, du faux-poivrier et des noix ; de minéraux comme l'argile ferrugineuse ou les sels d'aluminium (en tant que fixatifs) ; d'animaux comme la cochenille. Les vêtements étaient faits de la laine de quatre animaux : le guanaco, le lama, l'alpaga et la vigogne, ainsi que du coton, qui pousse naturellement en sept couleurs. Les Chimús portaient des pagnes, des chemises sans manches parfois frangées, des ponchos courts, ainsi que des tuniques.
La majorité des textiles chimús étaient en laine d'alpaga sur trame de coton.

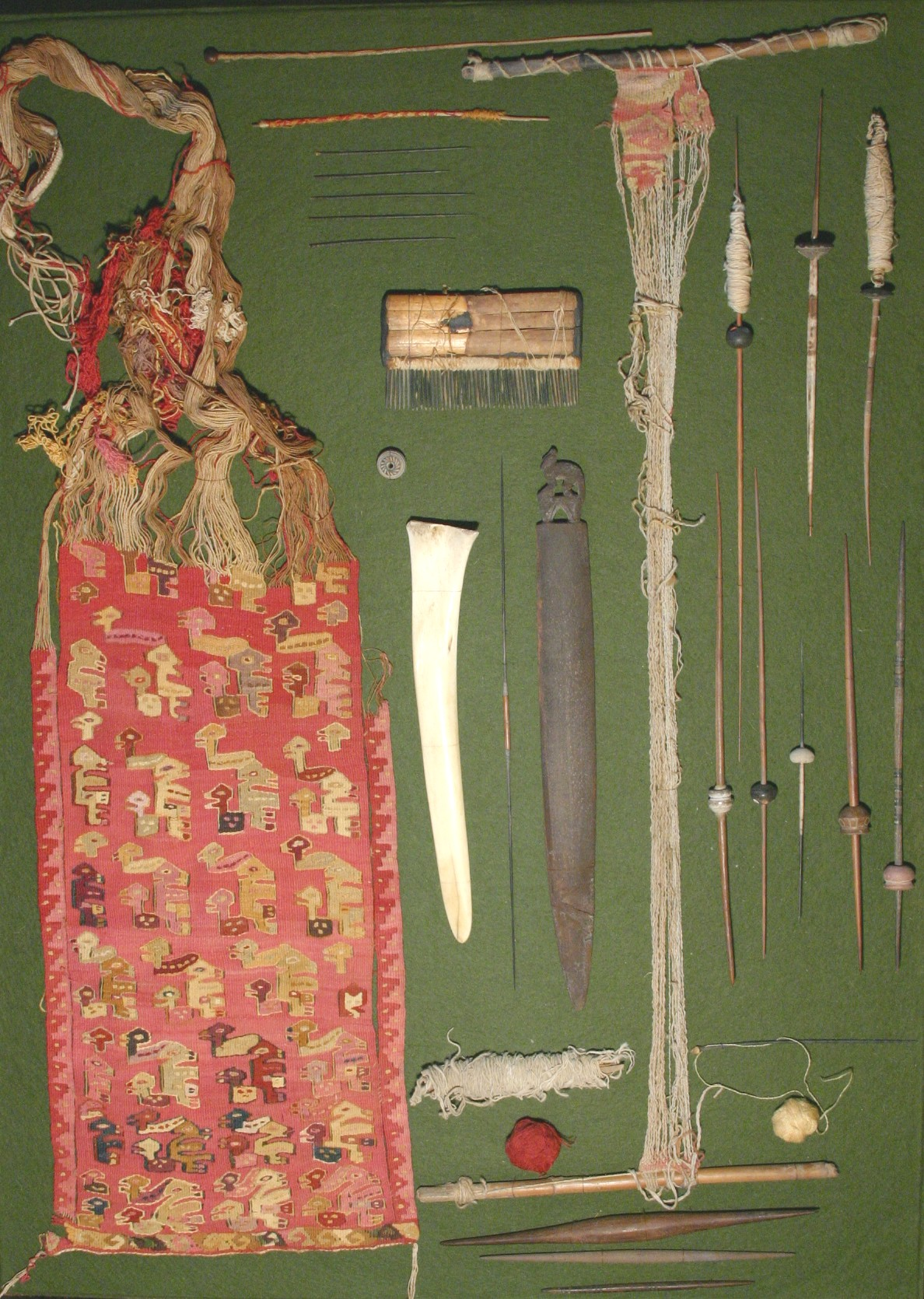
Instruments de tissage Lombards Museum
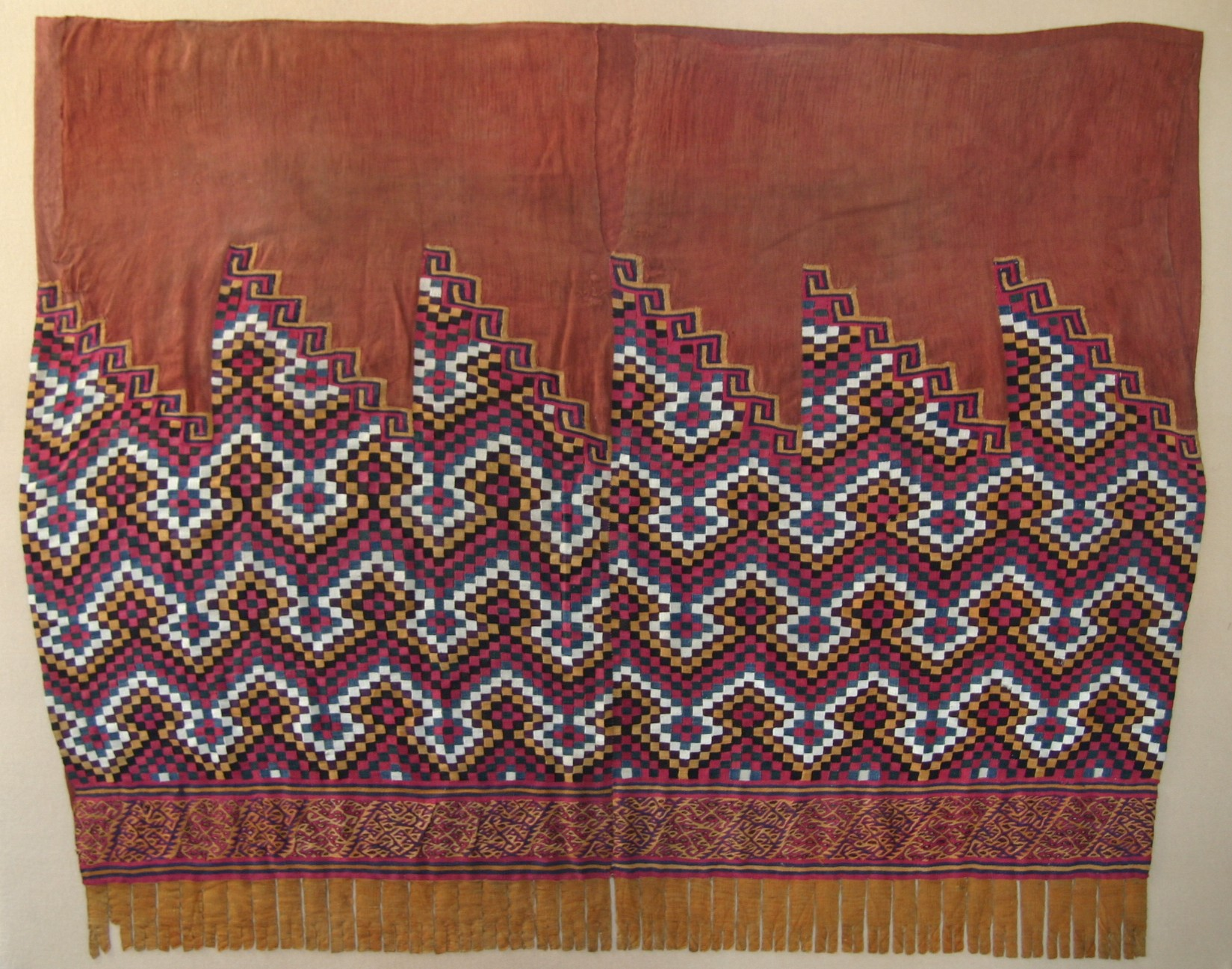
Unku Lombards Museum
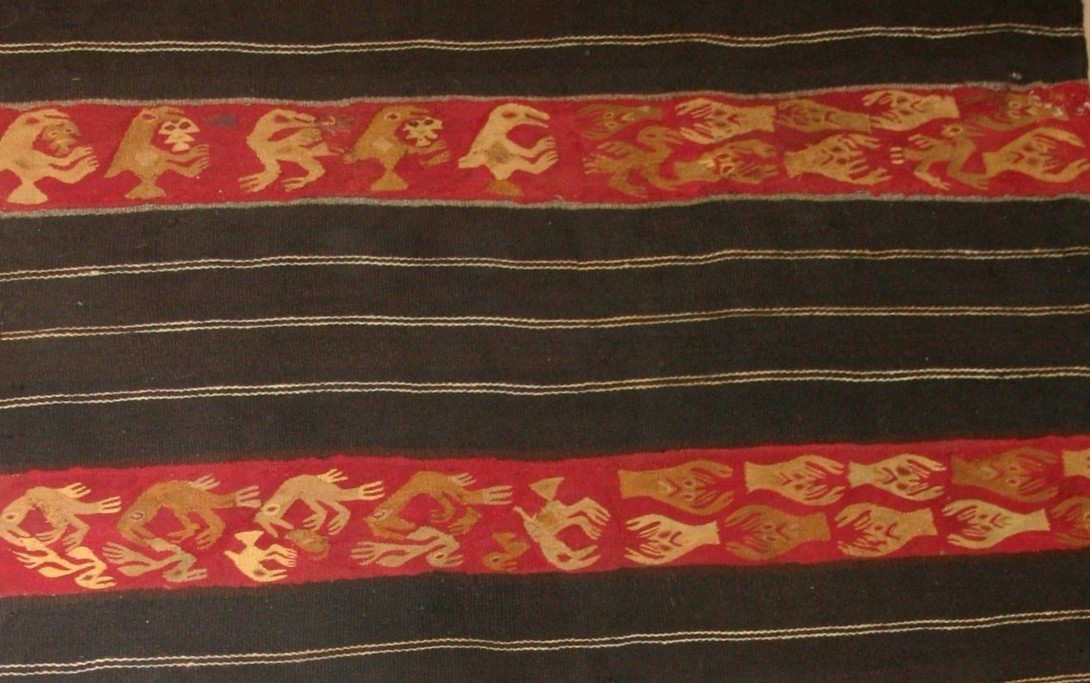
Tapisserie avec animaux marins (detail), Lombards Museum
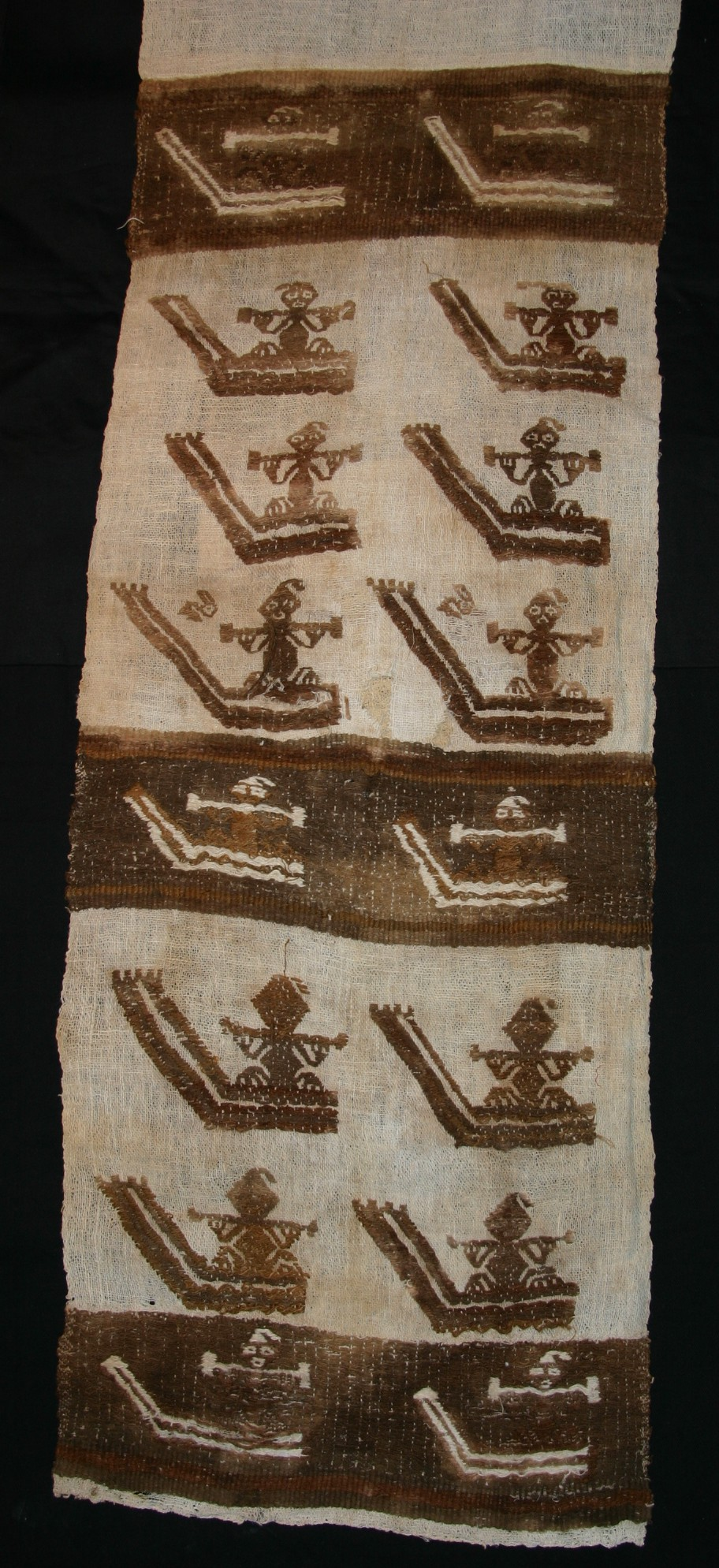
Pagne aux rameurs Lombards Museum

## Céramique

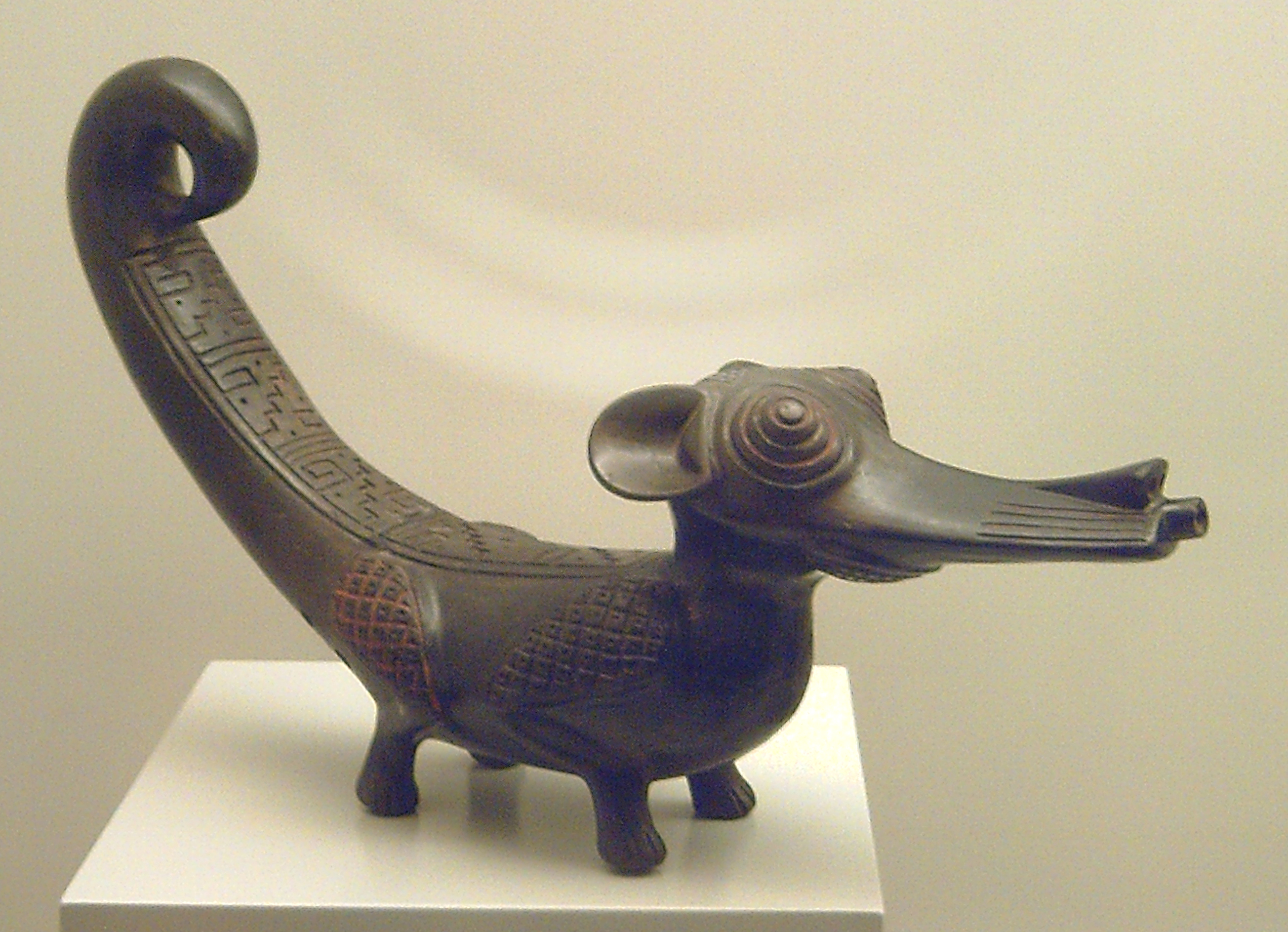
Céramique Chimú représentant un coati

Les céramiques chimús servaient de récipients pour l'usage domestique au quotidien, mais aussi pour les offrandes rituelles lors des funérailles. La poterie à usage domestique était fabriquée sommairement sans  finition élaborée, alors que les céramiques funéraires témoignent d'une recherche esthétique plus poussée. Les vases chimús se caractérisent souvent par une petite sculpture à la jonction du col et de l'anse. Les céramiques rituelles étaient moulées alors que les poteries domestiques étaient modelées à la main. Les céramiques chimús sont généralement d'un noir métallique avec des nuances. Le brillant caractéristique était obtenu en exposant la céramique à la fumée après l'avoir polie. Des céramiques plus claires étaient également fabriquées, mais en plus faibles quantités. De nombreux animaux, fruits, personnages et déités sont peints sur les céramiques chimús.

## Métallurgie

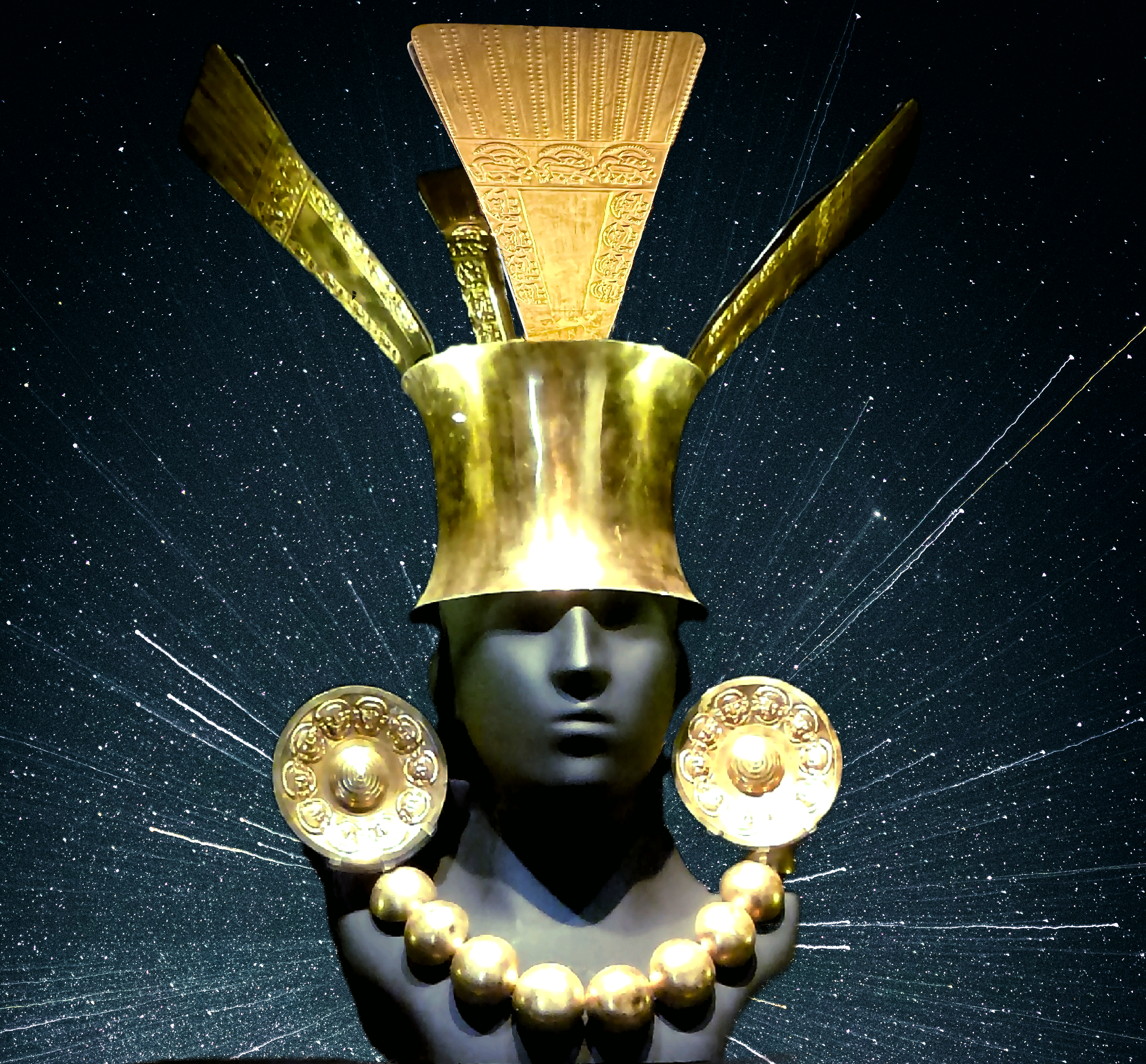
Parure funéraire en or (1100 à 1400 ap. J.-C.) - Musée Larco, Lima

Le travail des métaux se développa rapidement à la fin de la période chimú. Certains artisans travaillaient dans des fabriques divisées en ateliers spécialisés chacun dans une technique de travail du métal : placage, dorure, estampage, moulage à cire perdue, perle, filigrane, gaufrage avec des moules en bois, etc. Ces techniques permirent la fabrication d'objets très variés : tasses, couteaux, récipients, figurines animales pleines ou creuses, bracelets, épingles, couronnes, etc. Lors de la fabrication de leurs alliages, les Chimús utilisaient un mélange d'acides présents à l'état naturel dans leur environnement. Les minerais devaient être extraits de mines à ciel ouvert, de mines souterraines ou de rivières. Les principaux métaux utilisés étaient le cuivre, l'argent, l'or et l'étain.
Un groupe de fabriques à Cerro de los Cemetarios pratiquait la fusion des métaux sur une grande échelle. La fabrication part d'un minerai extrait de mines ou de rivières, qui est chauffé à très haute température puis refroidi. Le résultat est un bloc constitué d'éléments métalliques (de petites boules de cuivre, par exemple) à l'intérieur d'une masse de scories (matériaux inutiles). Les éléments métalliques étaient extraits du bloc par martelage, puis fondus ensemble pour former des lingots de métal. Les lingots servaient ensuite à fabriquer divers objets.
Le cuivre peut être trouvé dans la nature sur la côte, cependant les Chimús utilisaient surtout du cuivre provenant de terres en altitude, à environ 3 jours de voyage. C'est probablement parce que la plus grande partie du cuivre était importée que les objets utilitaires réalisés en cuivre sont de très petite taille : fils, aiguilles, pointes de pioches, pinces ou bijoux.
Le tumi (tranchoir sacrificiel) est une spécialité de l'artisanat chimú. Ils fabriquaient aussi de superbes costumes rituels composés d'éléments en or avec des coiffes de plumes ou d'or, des boucles d'oreilles, des colliers, des bracelets et des pectoraux.

## Alimentation et agriculture

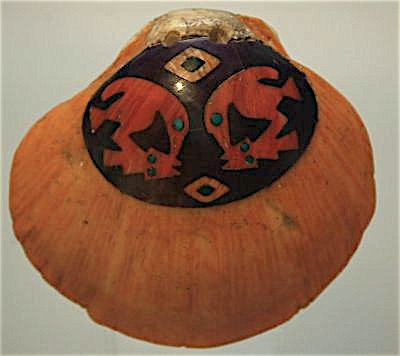
Pendentif Chimu en coquille de spondyle et turquoise

Les Chimús développèrent une agriculture intensive, principalement grâce à des travaux associés à des techniques hydrauliques, qui permettaient d'unifier plusieurs vallées en créant de vastes complexes agricoles.
Exemples :
- le complexe Chicama-Moche réunissant 2 vallées à La Libertad,
- le complexe Lambayaque, réunissant les vallées de La Leche, Lambayeque, Reque, Sana et Jequetepeque,
- le complexe Fortaleza, réunissant les vallées de Pativilca, Paramonga et Supe.

D'excellentes techniques agricoles accrurent la fertilité des aires cultivées :
- Huachaques : terres basses, où le sable superficiel a été retiré pour pouvoir cultiver le sol humide sous-jacent, exemple : Tschudi
- Puquios : réseaux d'aqueducs souterrains, exemples : Kiriwac, Larrea, Alto y Bajo, Costa Rica
- Embalses : endiguement des rivières et récupération des eaux

Les Chimús construisaient des puits à degrés comme ceux de Nazca pour extraire l'eau souterraine, ainsi que des réservoirs alimentés par l'eau des rivières. L'eau ainsi obtenue alimentait un système d'irrigation, grâce auquel les Chimús cultivaient des haricots, des patates douces, des papayes et du coton. Le système d'irrigation accroissait la production agricole et donc la richesse des chimú, qui à son tour contribuait à la formation d'un système bureaucratique.
L'importance du système d'irrigation à grande échelle persista jusqu'au début de la période du Chimú tardif. Il se produisit alors une évolution vers un système axé sur la spécialisation des aires de production, reposant sur l'importation et la redistribution des biens produits par des communautés locales. Apparemment, un réseau complexe de sites locaux fournissait des biens et services aux chimú. Beaucoup d'entre eux produisaient des denrées que les chimú ne pouvaient pas produire eux-mêmes. Les premiers sites exploitaient les ressources marines. Après l'essor de l'agriculture de nouveaux sites se créèrent vers l'intérieur des terres, où les ressources marines n'étaient pas accessibles. L'élevage des lamas offrait une source de viande. Au début de la période du chimú tardif, les sites de l'intérieur des terres utilisaient les lamas comme source principale de viande, mais ils conservaient cependant des contacts avec les sites côtiers pour se procurer des ressources d'origine marine.

## Religion

### Divinités
La Lune (Shi) était la principale divinité à Pacasmayo. Ses adorateurs la considéraient comme plus puissante que le Soleil parce qu'elle apparaît la nuit et le jour, à cause de son influence sur les marées et la croissance des végétaux, et parce que ses lunaisons servaient à marquer le temps qui passe. Ils lui sacrifiaient certains de leurs propres enfants, en croyant qu'ils seraient déifiés après leur mort. Les enfants étaient sacrifiés vers l'âge de 5 ans, sur des piles de tissus de coton colorés, avec des offrandes de fruits et de chicha. Des « animaux et des oiseaux étaient également sacrifiés à la Lune».
Le Soleil (Jiang) était associé à des pierres sacrées appelées alaec-pong ou pierres caciques. On croyait que ces pierres étaient les ancêtres des habitants de la région et qu'ils descendaient du Soleil.
« La mer (Ni) était une importante divinité. On lui offrait notamment de la farine de maïs blanche et de l'ocre rouge, en lui adressant des prières pour demander du poisson en abondance et une protection contre les noyades »
Plusieurs constellations jouaient aussi un rôle important. Dans la ceinture d'Orion, deux étoiles étaient considérées comme des émissaires de la Lune. La constellation des pléiades, appelée Fur, dont l'apparition coïncide chaque année avec le début des moissons, était utilisée pour calculer les années et on croyait qu'elle veillait sur les récoltes.
Mars (Nor) et la Terre (Ghis) étaient aussi adorés.
Chaque région avait aussi ses propres divinités locales et des sanctuaires, qui variaient en importance. Ces sanctuaires, appelés huacas, sont également répandus dans d'autres régions du Pérou. On y trouvait un objet sacré appelé macyaec associé à des légendes et des cultes.

### Sacrifices humains
Dans le sanctuaire de la Lune, les tombes de 6 ou 7 adolescents de 13-14 ans et de 9 enfants ont été mises au jour. Si ces tombes sont des preuves de sacrifices humains, alors il est possible d'affirmer que les Chimús sacrifiaient des enfants à leurs dieux. Des fouilles réalisées entre 2011 et 2017 dans la région de La Libertad (nord du Pérou) ont permis en effet  de trouver les restes de 42 enfants et 76 jeunes lamas, dans un temple vieux de 3500 ans.
En Avril 2018, le site de Huanchaco témoigne quant à lui d'un sacrifice de 137 enfants (et 206 lamas). En 2019, l'équipe du Pr. Gabriel Prieto met au jour un nouveau charnier de 132 enfants âgés de 5 à 14 ans, tous en excellente santé au moment de leur mort, et 260 lamas, qui daterait de la fin du XVe siècle. À cette époque, l'Empire Chimú fait face d'une part à l'invasion inca et d'autre part à des pluies torrentielles et des inondations dans une région au climat semi-désertique. Le nombre important d'animaux et d'enfants tués serait une tentative d'apaiser la colère des dieux.

## Architecture
L'architecture chimú est basée sur la séparation des élites et du peuple. À Chan Chan, 10 larges zones encloses appelés ciudadelas étaient probablement des palais destinés aux rois de Chimor. Elles sont ceintes de murs d'adobes de 9 mètres de haut qui leur donnent l'aspect de forteresses. Les murs sont parfois décorés de frises en relief ou peints. Les décorations représentent des figures zoomorphes, des oiseaux, des poissons ou des figures géométriques.
La plus grande partie de la population chimú, environ 26 000 personnes, vivait dans des barrios à l'extérieur des ciudadelas. Les barrios se composaient de nombreux logements. Chaque famille disposait d'un logement composé d'espaces destinés à la cuisine, au travail artisanal, aux animaux domestiques et au stockage.
Dans les ciudadelas, on trouve souvent des espaces en forme de U, composés de 3 murs, d'un sol surélevé et d'une cour intérieure. On en distingue trois types, dont les audiencias, les trocaderos et les arcones. À l'intérieur d'un même palais, on peut trouver plusieurs espaces en U, souvent jusqu'à 15. Ils ne servaient pas d'espaces de stockage, mais on a longtemps considéré que ces espaces en U étaient placés à des endroits stratégiques qui auraient permis le contrôle des flux de marchandises en provenance des réserves. Cette interprétation a été remise en cause, notamment parce qu'en comparant leurs positions aux routes, ils ne pouvaient pas, en tout cas à Chan Chan, bloquer l'accès, physique ou visuel, aux entrepôts. Aussi, on a suggéré qu'ils auraient plutôt fonctionné sur le modèle des quipus (dont on n'a pas trouvé de traces chez les Chimus), en servant à enregistrer les traces des distributions de marchandises et à les compter, des billes ou autre marqueur étant inséré dans les niches et les cases des murs de ces espaces en U. Au fil du temps, le nombre des espaces en U augmenta. Leur répartition évolua : au lieu d'être dispersés, ils se regroupèrent. Leur emplacement évolua aussi : ils s'éloignèrent des circuits de circulation des marchandises.
Dans les sites ruraux aussi, l'architecture suggère une organisation hiérarchique de la société. Les sites ruraux possèdent des zones similaires aux ciudadelas, remplissant des fonctions administratives adaptées au contexte rural. Leurs murs sont généralement moins élevés.